# Олена Стефанівна
Олена Стефанівна («Волошанка», імовірно народилася в 1464—1466 роках, померла 18 січня 1505) — княгиня тверська, донька молдавського господаря Стефана III Великого і київської князівни Євдокії Олельківни. Дружина старшого сина великого князя московського Івана III Васильовича, тверського князя Івана Івановича Молодого.

## Біографія
Народилася Олена Стефанівна в родині Молдавського господаря. Її батьком був  Стефан III Великий, матір’ю київська князівна Євдокія Олельківна, доньки київського князя Олександра (Олелька) Володимировича та Анастасії Василівни, доньки московського великого князя Василя І Дмитровича. Про ранні роки Олени Стефанівни дані майже відсутні. У 1480 році її батько Стефан III Великий направив до Москви посла, для укладення союзу з Московським князівством проти турків, які загрожували Молдавському князівству. Для скріплення цього союзу Олена повинна була вийти заміж за старшого сина Івана III Васильовича - Івана Івановича Молодого, який був їй троюрідним братом (обидва були правнуками князя Володимирського та Московського, Василя I Дмитровича). У 1481 році в Молдавію були відправлені московські посли, які в 1482 році повернулися до Москви з Оленою Стефанівною.
Її весілля з Іваном Молодим відбулося в січні 1483 року. У шлюбі Олена Стефанівна народила двох синів Дмитра та Івана (15.02.1485-?). У 1490 році її чоловік захворів і раптово помер.
У 1483 році Іван III з нагоди народження онука Дмитра хотів обдарувати Олену перловим приданим, що належало його покійної першої дружині Марії Борисівні, але виявилося, що його друга дружина Софія Палеолог подарувала її своєї племінниці Марії Андріївні Палеолог. Розгніваний великий князь не посоромився забрати подароване Софією у її племінниці, яка була одружена з князем Верейським Василем Михайловичем Удатним, що стало причиною його втечі до  Литви .
У 1497 році Іван III розкрив змову Володимира Гусєва, що мав намір звести на московський престол сина великого князя Василя Івановича. 4 лютого 1498 року спадкоємцем був оголошений син Олени Стефанівни Дмитро Іванович.
Як мати нового спадкоємця Олена Стефанівна брала активну участь в придворних інтригах, була обернена Істомою у вчення жидівствуючих і стала видатним діячем гуртка на чолі з Федором Куріциним. В цей час її батько Стефан чел Маре збудував 44 православні храми і монастирі і рятував Константинопольські і  Афонські монастирі і церкви захопленої турками Візантійської столиці від голодної смерті. Тому вчення Істоми та інші єресі не мають жодного стосунку до віри Олени Стефанівни яка була правдивою християнкою канонічно пов’язаною з Вселенським Патріархом. Згодом виявилось що Московська церква, яка знаходилась далеко і була ізольованою від материнської церкви відійшла від канонів християнства східного обряду, що і зумовило її розкол і вигнання "старовірів".  Олена змагалася з великою княгинею Софією Палеолог, яка домагалася оголошення спадкоємцем свого сина Василя. Боротьба при дворі закінчилася поразкою гуртка Куріцина. Прихильники Олени були страчені. Іван III анулював рішення про призначення Дмитра спадкоємцем і 11 квітня 1502 року наказав ув’язнити невістку і колишнього спадкоємця до в'язниці. Олена Стефанівна померла в ув'язненні «потрібною смертю» (тобто була вбита) в січні 1505 року.
Конфлікт між Іваном III і Стефаном III з приводу ув’язнення Олени істотно не позначився на московсько-молдавських відносинах, хоча і викликав деякі тертя. Обидва правителі ставили політичні інтереси на перше місце, тому сімейна сварка подальших політичних наслідків не мала.

## Кінематограф
- Телесеріал «Софія» (2016), режисер Олексій Андріанов - Софія Нікітчук. Олена Стефанівна представлена головним антигероєм, труїть чоловіка в змові з "жидівствующими".